# Weezer (Red Album)
| 전문가 평가          | 전문가 평가 |
| 총 점수              | 총 점수     |
| 출처                 | 점수        |
| -------------------- | ----------- |
| 메타크리틱           | 64/100      |
| 평가 점수            |             |
| 출처                 | 점수        |
| AllMusic             | [ 4 ]       |
| The A.V. Club        | D           |
| Entertainment Weekly | B−          |
| The Guardian         | [ 7 ]       |
| Los Angeles Times    | [ 8 ]       |
| NME                  | 7/10        |
| Pitchfork            | 4.7/10      |
| Q                    | [ 11 ]      |
| Rolling Stone        | [ 12 ]      |
| Spin                 | [ 13 ]      |

《Red Album》으로도 알려진 《Weezer》는 2008년 6월 3일, DGC와 인터스코프 레코드가 발매한 미국의 록 밴드 위저의 여섯 번째 스튜디오 음반이다. 릭 루빈과 잭나이프 리는 둘 다 음반의 일부를 프로듀싱했으며, 밴드가 직접 몇 개의 트랙을 프로듀싱했다. 1994년 밴드의 데뷔 때와 마찬가지로, 모든 밴드 멤버가 작곡에 기여했다. 이 음반은 네 명의 밴드 멤버 모두의 리드 보컬이 특징인 유일한 위저 음반이다. 이 음반은 또한 이전의 노력에 비해 더 많은 음악적 실험을 특징으로 하며, 특히 〈Dreamin'〉, 〈The Angel and The One〉, 〈The Greatest Man That Ever Lived (Variations on a Shaker Hymn)〉와 같은 노래에서 보여졌다.
비록 이 음반이 《Make Believe》 (2005년)보다 상업적으로 덜 성공적이라는 것이 증명되었지만 말이다. 《Red Album》은 이전 음반보다 비평가들에게 더 좋은 평가를 받았다. 두 개의 상업용 싱글이 〈Pork and Beans〉와 〈Troublemaker〉 음반에서 모두 비교적 성공적인 모던 록 히트곡이 되었다. 전자를 위한 비디오는 또한 발매 후 주말에 인터넷에서 가장 많이 본 비디오가 되었다. 게다가, 파격적인 후트내니 투어가 이 음반을 홍보하기 위해 전통적인 록 콘서트 투어를 대체했다.

## 배경
그들의 다섯 번째 음반인 《Make Believe》 (2005년)의 플래티넘 성공 이후, 그 밴드는 다시 한번 활동을 중단했다. 프론트맨 리버스 쿼모는 그의 교육을 마치기 위해 하버드 대학교로 돌아갔다. 그는 파이 베타 카파를 졸업하게 되었다. 쿼모는 또한 1997년 3월부터 알고 지내던 이토 교코와 2006년 6월 18일에 결혼했다. 그는 2005년 크리스마스 직전에 도쿄에서 그녀에게 청혼했다. 결혼식은 말리부에 있는 파라다이스 코브의 외딴 해변에서 열렸고 유명한 저스틴 피셔, 케빈 리델, 릭 루빈뿐만 아니라 위저 (전 베이시스트 마이키 웰시는 참석하지 않았다)에서 연주했던 7명의 멤버들 중 6명을 포함하여 100명이 넘는 사람들이 참석했다.
한편, 멤버 패트릭 윌슨과 브라이언 벨은 2006년 영화 《팩토리 걸》에서 존 케일과 루 리드 역을 맡았고, 이 영화를 위해 벨벳 언더그라운드 곡 〈Heroin〉의 커버를 기여했다.  또한 이 시기 동안, 윌슨은 다음 스페셜 굿니스 음반을 위한 자료 작업을 시작하는 동안, 벨은 릴레이션십이라고 불리는 새로운 사이드 밴드를 결성했다.  그는 또한 2008년 초 아내와 함께 둘째 아이 이언 패트릭 윌슨을 낳았다.

## 곡 목록
모든 곡들은 특별한 언급이 없는 한 리버스 쿼모에 의해 작사/작곡하였다. 언급하지 않는 한 모든 리드 보컬은 리버스 쿼모이다.
| #   | 제목                                                               | 작사·작곡           | 리드 보컬          | 재생 시간 |
| --- | ------------------------------------------------------------------ | ------------------- | ------------------ | --------- |
| 1.  | 〈Troublemaker〉                                                   |                     |                    | 2:44      |
| 2.  | 〈The Greatest Man That Ever Lived (Variations on a Shaker Hymn)〉 |                     | 쿼모, 벨, 슈라이너 | 4:04      |
| 3.  | 〈Pork and Beans〉                                                 |                     |                    | 3:09      |
| 4.  | 〈Heart Songs〉                                                    |                     |                    | 4:06      |
| 5.  | 〈Everybody Get Dangerous〉                                        |                     | 쿼모, 벨           | 4:03      |
| 6.  | 〈Dreamin'〉                                                       |                     | 쿼모, 벨           | 5:12      |
| 7.  | 〈Thought I Knew〉                                                 | 브라이언 벨         | 벨                 | 3:01      |
| 8.  | 〈Cold Dark World〉                                                | 쿼모, 스콧 슈라이너 | 슈라이너           | 3:51      |
| 9.  | 〈Automatic〉                                                      | 패트릭 윌슨         | 윌슨               | 3:07      |
| 10. | 〈The Angel and the One〉                                          |                     |                    | 6:46      |

| #  | 제목             | 작사·작곡        | 리드 보컬      | 재생 시간 |
| -- | ---------------- | ---------------- | -------------- | --------- |
| 1. | 〈Miss Sweeney〉 | 쿼모, 사라 C. 킴 |                | 4:02      |
| 2. | 〈Pig〉          |                  |                | 4:02      |
| 3. | 〈The Spider〉   |                  |                | 4:43      |
| 4. | 〈King〉         |                  | 슈라이너, 쿼모 | 5:11      |